# C.J. Snijders-medaille

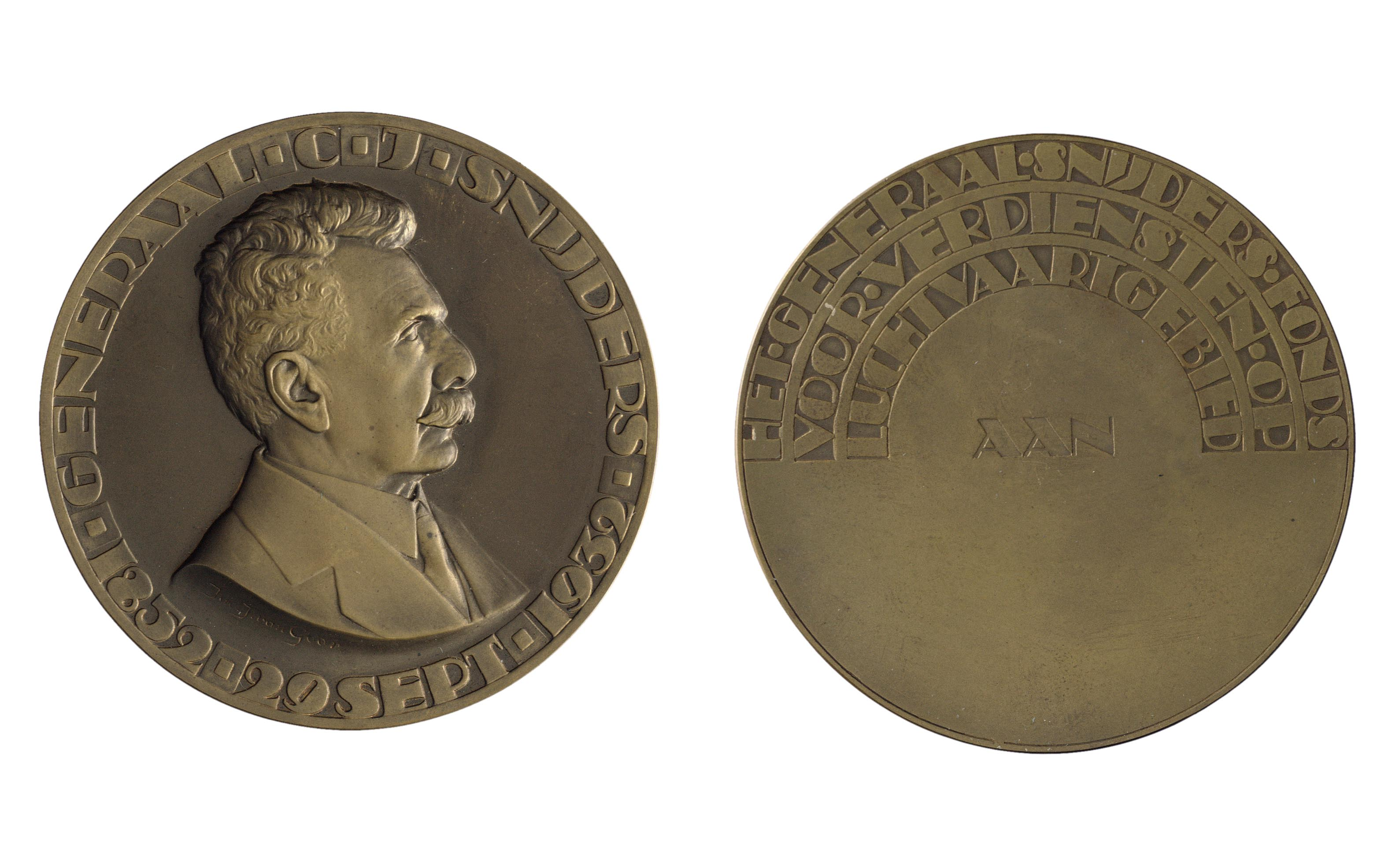
Voor- en keerzijde van de C.J. Snijders-medaille

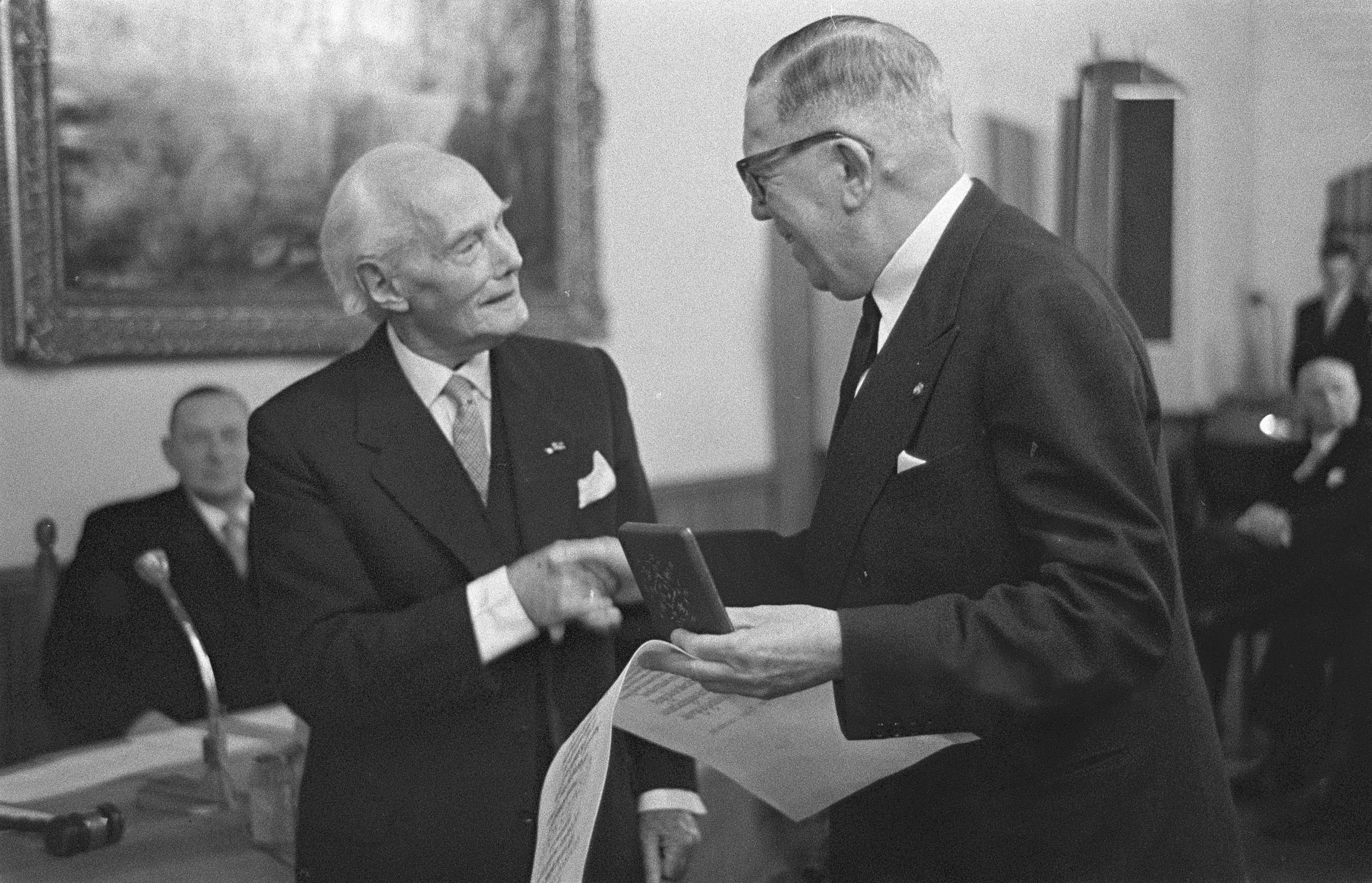
Uitreiking van de C.J. Snijders-medaille aan Cornelis Kalff, voorzitter van de KNvVL, 1959

De C.J. Snijders-medaille, ook "Generaal Snijders-medaille" genoemd, werd op 19 oktober 1932 ingesteld door de Stichting "Het Generaal Snijders-Fonds". Men wilde met de instelling van deze onderscheiding de 80e verjaardag van de oud-Bevelhebber der Land- en Zeemacht tijdens de Eerste Wereldoorlog, de generaal Cornelis Jacobus Snijders eren. De medaille wordt om de paar jaar toegekend voor verdiensten op luchtvaartgebied.
Op 19 oktober 1932 ontving generaal Snijders als eerste de gouden medaille als tastbaar teken van waardering voor zijn grote verdiensten voor de Nederlandse luchtvaart. De Koninklijke Nederlandse Vereniging voor Luchtvaart bestond die dag een kwart eeuw en de gepensioneerde generaal vierde dat jaar zijn 80e verjaardag.
De onderscheiding is een ronde legpenning met een diameter van 60 millimeter.
Op de voorzijde is generaal Snijders, in burger, afgebeeld. Het omschrift luidt: "GENERAAL C. J. SNIJDERS. 1852. 29 SEPT. 1932.". Op de afsnede van het borstbeeld is de naam van de ontwerper  "JAC.J. VAN GOOR" gegrift.
Op de keerzijde is in de bovenste helft van de medaille, in drie evenredige regels, de halfronde tekst "HET GENERAAL SNIJDERS FONDS / VOOR VERDIENSTEN OP / LUCHTVAARTGEBIED" te lezen. Daaronder, horizontaal geplaatst: "AAN", waarna ruimte is opengelaten voor het graveren van een naam.
De medaille kan worden toegekend in goud en in brons. Er is geen lint of baton.
De gouden medaille werd aan Prins Bernhard en aan Ben Droste toegekend. 

## Decorandi
| - 1932: Cornelis Jacobus Snijders - 1935: Albert Plesman - 1938: ir. M.H. Damme - 1953: prins Bernhard en Lt.Gen. I.A. Aler - 1956: Gerben Sonderman (postuum) - 1959: Cornelis Kalff | - 1962: prof.dr.ir. H.J. van der Maas - 1965: prof.dr. J. Jongbloed - 1969: H. During - 1973: dr. G. van der Wal - 1980: dr. J.H. Greidanus - 1987: drs. Sergio Orlandini | - 1993: Heije Schaper - 1997: dr. M.J. Schröder - 2000: prof. dr. W.J. Ockels - 2004: P.J. Legro - 2007: Leo van Wijk - 2011: Ben Droste - 2017: Peter Hartman |

Museummedaille ·
Erepenning ·
Medaille van de Maatschappij tot Redding van Drenkelingen ·
Doggersbank-medaille ·
Broeder van de Orde van de Nederlandse Leeuw ·
Antwerpsche Medaille 1832 ·
Onderscheidingsteken voor Langdurige, Eerlijke en Trouwe Dienst ·
Eremedaille voor Kunst en Wetenschap ·
Eremedaille voor Voortvarendheid en Vernuft ·
De Ruyter-medaille ·
Regeringsmedaille ·
Medaille van het Carnegie Heldenfonds ·
Medaille van Verdienste van het Nederlandse Rode Kruis ·
Medaille voor trouwe dienst van het Nederlandse Rode Kruis ·
Erkentelijkheidsmedaille 1940-1945 ·
Inhuldigingsmedaille 1948 ·
Herinneringsmedaille Luchtbescherming 1940-1945 ·
Medaille van de Noord- en Zuid-Hollandsche Redding Maatschappij ·
Zilveren Anjer · 
Cultuurfonds Onderscheiding · 
Vrijwilligersmedaille Openbare Orde en Veiligheid ·
Vaardigheidsmedaille van de Nederlandse Sport Federatie ·
Inhuldigingsmedaille 1980 ·
Herinneringsmedaille VN-Vredesoperaties ·
Herinneringsmedaille Multinationale Vredesoperaties ·
Herinneringsmedaille Internationale Missies ·
Huwelijksmedaille 2002 ·
Herinneringsmedaille Buitenlandse Bezoeken ·
Marinemedaille ·
Landmachtmedaille ·
Marechausseemedaille ·
Luchtmachtmedaille
Zie ook: Ridderorden en onderscheidingen in Nederland